# Жињак (Лот)
Жињак (фр. Gignac) насеље је и општина у јужној Француској у региону Миди Пирене, у департману Лот која припада префектури Гурдон.
По подацима из 2011. године у општини је живело 642 становника, а густина насељености је износила 15,79 становника/km². Општина се простире на површини од 40,66 km². Налази се на средњој надморској висини од 292 метара (максималној 356 m, а минималној 153 m).

## Демографија
| 1962. | 1968. | 1975. | 1982. | 1990. | 1999. | 2011. |
| ----- | ----- | ----- | ----- | ----- | ----- | ----- |
| 499   | 566   | 527   | 522   | 517   | 562   | 642   |

График промене броја становника у току последњих година